# Lotnisko Peenemünde
Port lotniczy Peenemünde (IATA: PEF, ICAO: EDCP) – port lotniczy położony 3 na północ od Peenemünde, w kraju związkowym Meklemburgia-Pomorze Przednie, w Niemczech.